# Sinpung (métro de Séoul)
Sinpung est une station sur la ligne 7 du métro de Séoul, dans l'arrondissement de Yeongdeungpo-gu.